# Definições de filosofia
As definições de filosofia visam determinar o que todas as formas de filosofia têm em comum e como distinguir a filosofia de outras disciplinas. Muitas definições diferentes foram propostas, mas há muito pouco acordo sobre qual é a correta. Algumas características gerais da filosofia são amplamente aceitas, por exemplo, que é uma forma de investigação racional que é sistemática, crítica e tende a refletir sobre seus próprios métodos. Mas tais características são geralmente demasiado vagas para dar uma definição adequada de filosofia. Muitas das definições mais concretas são bastante controversas, frequentemente porque são revisionistas, pois negam o rótulo "filosofia" a várias subdisciplinas para as quais é normalmente usado. Tais definições são geralmente aceitas apenas por filósofos pertencentes a um movimento filosófico específico. Uma razão para estas dificuldades é que o significado do termo "filosofia" mudou ao longo da história: costumava incluir as ciências como suas subdisciplinas, que são vistas como disciplinas distintas no discurso moderno. Mas mesmo em seu uso contemporâneo, ainda é um termo amplo que abrange muitos subcampos diferentes.
Uma distinção importante entre as abordagens para definir a filosofia é entre o deflacionismo e o essencialismo. As abordagens deflacionistas a veem como um termo geral vazio, enquanto as abordagens essencialistas sustentam que há um certo conjunto de traços característicos compartilhados por todas as partes da filosofia. Entre estes dois extremos, argumentou-se que essas partes estão relacionadas umas com as outras por semelhança de família, embora nem todas compartilhem os mesmos traços característicos. Algumas abordagens tentam definir a filosofia com base em seu método, enfatizando seu uso de raciocínio puro em vez de evidência empírica. Outras enfocam a amplitude de seu tema, seja no sentido de que ele inclui quase todos os campos ou baseado na ideia de que se preocupa com o mundo como um todo ou com as grandes questões. Estas duas abordagens também podem ser combinadas para fornecer uma definição mais precisa baseada tanto no método quanto no tema.
Muitas definições de filosofia concentram-se em sua estreita relação com a ciência. Alguns a veem como uma verdadeira ciência concentrando-se, por exemplo, nas essências das coisas e não em questões empíricas de fato, em contraste com a maioria das outras ciências, ou em seu nível de abstração ao falar de padrões empíricos muito abrangentes em vez de observações particulares. Mas como a filosofia parece carecer do progresso encontrado nas ciências regulares, vários teóricos optaram por uma definição mais fraca ao ver a filosofia como uma ciência imatura que ainda não encontrou sua base segura. Esta posição é capaz de explicar tanto a falta de progresso quanto o fato de que várias ciências pertenciam à filosofia, enquanto ainda estavam em seus estágios provisórios. Tem a desvantagem de degradar a prática filosófica em relação às ciências.
Outras abordagens veem a filosofia mais em contraste com as ciências como preocupada principalmente com o sentido, a compreensão ou o esclarecimento da linguagem. Isto pode tomar a forma da análise da linguagem e como se relaciona com o mundo, de encontrar as condições necessárias e suficientes para as aplicações de termos técnicos, como uma forma de terapia que tenta dissipar ilusões devido à estrutura confusa da linguagem natural, ou como a tarefa de identificar que compreensão pré-ontológica do mundo já temos e quais condições a priori de possibilidade governam toda experiência. Uma visão da filosofia predominante no discurso antigo a vê como o amor à sabedoria expresso na prática espiritual de desenvolver a capacidade de raciocínio para levar uma vida melhor. Uma abordagem intimamente relacionada sustenta que a articulação de cosmovisões é a tarefa principal da filosofia. Outras concepções enfatizam a natureza reflexiva da filosofia, por exemplo, como o pensamento sobre o pensamento ou como uma abertura para questionar qualquer pressuposto.

## Características gerais e fontes de desacordo
O problema de definir filosofia diz respeito à questão do que todas as formas de filosofia têm em comum, ou seja, como a filosofia difere da não filosofia ou de outras disciplinas, como as ciências empíricas ou as belas artes. Uma dificuldade se deve ao fato de que o significado do termo "filosofia" mudou muito na história: foi usado em um sentido muito mais amplo para se referir a qualquer forma de investigação racional antes da era moderna. Nesse sentido, incluía muitas das ciências individuais e a matemática, que não são vistas como parte da filosofia hoje. Por exemplo, o livro "Philosophiæ Naturalis Principia Mathematica" de Isaac Newton, que formula as leis da mecânica clássica, leva o termo em seu título. As definições modernas de filosofia, como discutido neste artigo, tendem a se concentrar em como o termo é usado hoje, ou seja, em um sentido mais restrito. Algumas caracterizações básicas da filosofia são amplamente aceitas, como que é um estudo crítico e principalmente sistemático de uma grande variedade de áreas. Outras caracterizações incluem que busca descobrir verdades fundamentais nessas áreas usando uma abordagem raciocinada, enquanto também reflete sobre seus próprios métodos e padrões de evidência. Tais caracterizações conseguem caracterizar muitas ou todas as partes da filosofia. Esta é uma conquista importante, pois o domínio da filosofia é muito amplo, abrangendo quase todos os campos, o que se reflete em suas subdisciplinas denominadas "filosofia de...", como a filosofia da ciência, da mente, do direito, da religião, ou da pornografia. O problema com tais caracterizações gerais é que geralmente são muito vagas: aplicam-se não apenas à filosofia, mas também a algumas disciplinas não filosóficas e, portanto, não conseguem distinguir a filosofia delas.
Para superar essas dificuldades, várias definições mais específicas de filosofia foram propostas. A maioria delas são controversas. Em muitos casos, só são aceitas por filósofos pertencentes a um movimento filosófico, mas não por outros. As concepções mais gerais são às vezes chamadas de concepções descritivas, em contraste com as concepções prescritivas mais específicas. As concepções descritivas tentam dar um relato de como o termo "filosofia" é realmente usado ou o que os filósofos no sentido mais amplo fazem. As concepções prescritivas, por outro lado, visam esclarecer o que a filosofia idealmente é o deveria ser, mesmo se o que os filósofos realmente fazem muitas vezes fique atrás deste ideal. Este assunto é particularmente controversa, pois diferentes movimentos filosóficos muitas vezes divergem amplamente no que consideram boa filosofia. São frequentemente revisionistas no sentido de que muitas supostas partes da filosofia, passadas e presentes, não mereceriam o título de "filosofia" se fossem verdadeiras.
Algumas definições de filosofia enfocam principalmente as características da atividade de fazer filosofia, por exemplo, como esforçar-se pelo conhecimento. Outras se concentram mais nas teorias e sistemas a que se chega desta maneira. Neste sentido, os termos "filosofia" e "filosófico" podem se aplicar tanto a um processo de pensamento, aos resultados desta atividade na forma de teorias, ou mesmo a formas contemplativas de vida que refletem tais teorias. Outra abordagem comum é definir filosofia em relação à tarefa ou objetivo que busca alcançar, como responder a certos tipos de perguntas ou chegar a um determinado tipo de conhecimento.
A dificuldade em definir "filosofia" também se reflete no fato de que as introduções à filosofia muitas vezes não começam com uma definição precisa, mas a introduzem, em vez disso, fornecendo uma visão geral de seus muitos ramos e subcampos, como epistemologia, ética, lógica e metafísica. A disciplina conhecida como metafilosofia tem como um de seus principais objetivos esclarecer a natureza da filosofia. Fora do contexto acadêmico, o termo "filosofia" é às vezes usado em um sentido inespecífico, referindo-se a ideias ou diretrizes gerais, como a filosofia empresarial de uma companhia, a filosofia de liderança de um empresário ou a filosofia de ensino de um professor.

## Deflacionismo, essencialismo e semelhança de família
Uma distinção importante entre as definições de filosofia é entre deflacionismo e essencialismo. A abordagem deflacionista sustenta que a filosofia é um termo geral vazio. Os reitores e bibliotecários o utilizam por conveniência para agrupar várias formas de investigação. Esta abordagem é normalmente motivada pelas dificuldades duradouras em dar uma definição satisfatória. De acordo com esta visão, a filosofia não tem uma essência precisa compartilhada por todas as suas manifestações. Uma dificuldade com a abordagem deflacionista é que ela não é útil para resolver desacordos sobre se uma determinada teoria ou atividade nova se qualifica como filosofia, já que isto parece ser apenas uma questão de convenção. Outra é que isso implica que o termo "filosofia" é bastante vazio ou sem sentido.
Esta abordagem é oposta pelos essencialistas, que afirmam que um conjunto de características constitui a essência da filosofia e caracteriza todas e apenas suas partes. Muitas das definições baseadas no tema, método, sua relação com a ciência ou com o sentido e a compreensão são concepções essencialistas da filosofia. São controversas, pois frequentemente excluem várias teorias e atividades geralmente tratadas como parte da filosofia.
Estas dificuldades com a abordagem deflacionista e essencialista levaram alguns filósofos a um meio-termo, segundo o qual as diferentes partes da filosofia são caracterizadas por semelhança de família. Isto significa que as diversas partes da filosofia se assemelham umas às outras ao compartilhar várias características. Mas partes diferentes compartilham características diferentes entre si, ou seja, nem todas compartilham as mesmas características. Esta abordagem pode explicar tanto que o termo "filosofia" tem alguma substância, ou seja, que não se baseia apenas em uma convenção vazia, como que algumas partes da filosofia podem diferir muito umas das outras, por exemplo, que algumas partes são muito semelhantes à matemática, enquanto outras quase pertencem às ciências naturais e à psicologia. Esta abordagem tem a desvantagem de deixar a definição de filosofia vaga, dificultando assim nos casos não paradigmáticos determinar se pertencem à filosofia ou não, ou seja, que não há uma distinção clara.

## Baseado no método e no tema
Dois aspectos importantes para distinguir a filosofia de outras disciplinas são seu tema ou domínio de investigação e seu método. O problema com estas abordagens é geralmente que elas são ou demasiado amplas, ou seja, incluem várias outras disciplinas, como ciências empíricas ou belas artes, em sua definição, ou demasiado estreitas ao excluir várias partes da filosofia. Alguns argumentam que seu método se concentra no conhecimento a priori, ou seja, que a filosofia não depende de observações empíricas e experimentos. Em vez disso, tal abordagem baseia a justificação filosófica principalmente no raciocínio puro, semelhante a como a formulação de teorias matemáticas é baseada em provas matemáticas e em contraste com o método científico baseado em evidências empíricas. Esta forma de fazer filosofia é frequentemente chamada de filosofia de poltrona, pois pode ser feita a partir do conforto da poltrona sem qualquer trabalho de campo. Mas esta caracterização por si só não é suficiente como definição, já que se aplica igualmente bem a outros campos, como a matemática. Dar um relato mais preciso do método, por exemplo, como análise conceitual ou investigação fenomenológica, por outro lado, resulta em uma definição demasiado restrita que exclui várias partes da filosofia.
As definições focadas no domínio da investigação ou no tema da filosofia frequentemente enfatizam seu amplo escopo em contraste com as ciências individuais. De acordo com Wilfrid Sellars, por exemplo, a filosofia visa "compreender como as coisas, no sentido mais amplo possível do termo, são relacionadas, no sentido mais amplo possível do termo". Definições semelhantes se concentram em como a filosofia se preocupa com o universo inteiro ou, pelo menos, com as grandes questões sobre a vida e o mundo. Tais tentativas geralmente resultam em uma definição que é demasiado ampla e pode incluir tanto algumas ciências naturais quanto algumas formas de belas artes e literatura. Por outro lado, podem também ser demasiado restritas, já que alguns temas filosóficos dizem respeito a questões muito específicas que não tratam diretamente das grandes questões ou do mundo como um todo.
Devido a essas dificuldades, os filósofos muitas vezes tentam combinar caracterizações metodológicas e temáticas em suas definições. Isto pode acontecer, por exemplo, enfatizando a amplitude de seu domínio de investigação para distingui-la das outras ciências individuais, juntamente com seu método racional para distingui-la das belas artes e da literatura. Tais abordagens são geralmente mais bem sucedidas na determinação da extensão correta do termo, mas também não resolvem completamente este problema.

## Baseado na relação com a ciência
Várias definições de filosofia enfatizam sua estreita relação com a ciência, seja ao vê-la como uma ciência ou ao caracterizar o papel que desempenha para a ciência. A plausibilidade de tais definições é afetada pela amplitude com que o termo "ciência" deve ser entendido. Se se refere às ciências naturais, tais definições são geralmente bastante controversas. Mas se a ciência é entendida em um sentido muito amplo como uma forma de investigação racional que inclui tanto as ciências formais quanto as humanidades, tais caracterizações são menos controversas, mas também menos específicas. Este sentido amplo é como o termo "filosofia" era tradicionalmente usado para cobrir várias disciplinas que hoje são consideradas disciplinas distintas. Mas isto não reflete seu uso contemporâneo. Muitas definições de filosofia baseadas na ciência enfrentam a dificuldade de explicar por que a filosofia historicamente não mostrou o mesmo nível de progresso que as ciências. Alguns rejeitam esta afirmação enfatizando que a filosofia progrediu significativamente, mas de uma maneira diferente e menos óbvia. Outros permitem que este tipo de progresso não se encontra na filosofia e tentam descobrir outras explicações por que ainda deve ser considerada uma ciência.

### Como uma verdadeira ciência
A relação mais forte com a ciência é postulada por definições que veem a filosofia mesma como uma ciência. Uma dessas concepções de filosofia é encontrada no movimento fenomenológico, que vê a filosofia como uma ciência rigorosa. Nesta visão, a filosofia estuda as estruturas da consciência, mais especificamente, as essências que se mostram na consciência e suas relações entre si, independentemente de se têm instâncias no mundo externo. Contrasta com outras ciências em que não refletem sobre as essências em si, mas pesquisam se e de que forma essas essências se manifestam no mundo. Esta posição já foi antecipada por Arthur Schopenhauer, que sustenta que a filosofia só está interessada na natureza do que existe, mas não nas relações causais que explicam por que está lá ou que chegará a ser. Mas esta definição científica de filosofia encontrada na fenomenologia foi atacada em vários pontos. Por um lado, não parece ser tão rigorosamente científica quanto seus defensores proclamam. Isto se reflete no fato de que, mesmo dentro do movimento fenomenológico, ainda existem várias discordâncias fundamentais que o método fenomenológico não foi capaz de resolver, sugerindo que a filosofia ainda não encontrou uma base epistemológica sólida. Por outro lado, diferentes formas de filosofia estudam vários outros temas além das essências e das relações entre elas.
Outra concepção da filosofia como ciência é devido a Willard Van Orman Quine. Sua visão é baseada na ideia de que não há proposições analíticas, ou seja, que qualquer afirmação pode ser revisada a partir de novas experiências. Nesta visão, tanto a filosofia quanto a matemática são ciências empíricas. Diferem de outras ciências por na medida em que são mais abstratas, pois lidam com padrões empíricos de amplo alcance em vez de observações empíricas particulares. Mas essa distância de observações individuais não significa que suas afirmações sejam não empíricas, segundo Quine. Uma perspectiva semelhante no discurso contemporâneo é às vezes encontrada em filósofos experimentais, que rejeitam a abordagem exclusiva da poltrona e tentam basear suas teorias em experimentos.
Ver a filosofia como uma ciência adequada é muitas vezes acompanhado pela afirmação de que a filosofia atingiu este status recentemente, por exemplo, devido à descoberta de uma nova metodologia filosófica. Tal visão pode explicar que a filosofia é uma ciência apesar de não ter feito muito progresso: porque teve muito menos tempo em comparação com as outras ciências.

### Como uma imatura ciência
No entanto, uma abordagem mais comum é ver a filosofia não como uma ciência completamente desenvolvida por si mesma, mas como uma ciência imatura ou preliminar. Georg Simmel, por exemplo, a vê como uma ciência provisória que estuda as aparências. Nesta visão, um campo de investigação pertence à filosofia até que se tenha desenvolvido o suficiente para fornecer conhecimento exato dos elementos reais subjacentes a essas aparências. Karl Jaspers dá uma caracterização semelhante ao enfatizar as profundas discordâncias dentro da filosofia em contraste com as ciências, que alcançaram o status de conhecimento geralmente aceito. Isto está frequentemente ligado à ideia de que a filosofia não tem um domínio de investigação claramente demarcado, em contraste com as ciências individuais: a demarcação só acontece quando uma subdisciplina filosófica atinge sua plena maturidade.
Esta abordagem tem a vantagem de explicar tanto a falta de progresso na filosofia quanto o fato de que muitas ciências costumavam fazer parte da filosofia antes de amadurecerem o suficiente para constituir ciências completamente desenvolvidas. Mas as partes que ainda pertencem à filosofia até agora não conseguiram chegar a um consenso suficiente sobre suas teorias e métodos fundamentais. Uma disciplina filosófica deixa de ser filosofia e se torna uma ciência uma vez que o conhecimento definitivo de seu tema é possível. Neste sentido, a filosofia é a parteira das ciências. A filosofia em si não faz progresso porque a ciência recém-criada leva todo o crédito. Sob tal ponto de vista, é até concebível que a filosofia deixe de existir em algum momento, uma vez que todas as suas subdisciplinas tenham sido transformadas em ciências. Uma desvantagem importante desta visão é que ela tem dificuldade em explicar a seriedade e a importância das conquistas dos filósofos, incluindo as que afetam as ciências. A razão disto é que rotular a filosofia como uma ciência imatura implica que os filósofos são incapazes de realizar suas pesquisas da maneira adequada. Outra desvantagem desta concepção é que a proximidade com a ciência não se ajusta igualmente bem a todas as partes da filosofia, especialmente em relação à filosofia moral e política. Alguns até sustentam que a filosofia como um todo pode nunca superar seu estado imaturo, já que os seres humanos não têm as faculdades cognitivas necessárias para dar respostas baseadas em evidências sólidas às questões filosóficas que estão considerando. Se esta visão fosse verdadeira, teria a séria consequência de que fazer filosofia seria francamente inútil.

## Baseado no sentido, compreensão e esclarecimento
Muitas definições de filosofia consideram como sua tarefa principal a criação de sentido e compreensão ou o esclarecimento de conceitos. Neste sentido, a filosofia é frequentemente contrastada com as ciências no sentido de que não se trata tanto de como é o mundo real, mas de como o experimentamos ou como pensamos e falamos sobre ele. Isto pode ser expresso afirmando que a filosofia é "a busca não do conhecimento, mas da compreensão". Em alguns casos, isto toma a forma de tornar explícitas várias práticas e suposições que estavam implícitas antes, semelhante a como uma gramática torna explícitas as regras de uma linguagem sem inventá-las. Esta é uma forma de compreensão reflexiva de segunda ordem que pode ser aplicada a vários campos, não apenas às ciências.
Uma concepção de filosofia baseada no esclarecimento e no sentido é defendida pelos positivistas lógicos, que veem o "esclarecimento de problemas e afirmações" como a principal tarefa da filosofia. De acordo com Moritz Schlick, por exemplo, a filosofia difere das ciências, pois não visa estabelecer um sistema de proposições verdadeiras. Em vez disso, é a atividade de encontrar sentido. No entanto, esta atividade é bastante relevante para as ciências, pois a familiaridade com o sentido de uma proposição é importante para avaliar se ela é verdadeira. Uma definição intimamente relacionada é dada por Rudolf Carnap, que vê a filosofia como a lógica da ciência, o que significa que se preocupa em analisar conceitos e teorias científicas. Do ponto de vista do atomismo lógico, este esclarecimento toma a forma de decompor as proposições em elementos básicos, que são então correlacionados com as entidades encontradas no mundo. Nesta abordagem, a filosofia tem um lado destrutivo e outro construtivo. Seu lado destrutivo se concentra em eliminar afirmações sem sentido que não são verificáveis pela experiência nem verdadeiras por definição. Esta posição está frequentemente ligada à ideia de que algumas sentenças, como sentenças metafísicas, éticas ou estéticas, carecem de sentido, pois não podem ser correlacionadas com elementos do mundo que determinam se são verdadeiras ou falsas. Neste sentido, a filosofia pode ser entendida como uma crítica da linguagem que expõe expressões sem sentido. Seu lado construtivo, por outro lado, diz respeito à epistemologia e à filosofia da ciência, muitas vezes com o objetivo de encontrar uma ciência unificada.
Outras concepções de filosofia concordam que ela tem a ver com encontrar sentido e esclarecer conceitos, mas se concentram em um domínio mais amplo além das ciências. Por exemplo, uma concepção comumente encontrada na tradição analítica equipara filosofia com análise conceitual. Neste sentido, a filosofia tem como tarefa principal esclarecer o sentido dos termos que usamos, muitas vezes na forma de buscar as condições necessárias e suficientes sob as quais um conceito se aplica a algo. Tal análise não está interessada em saber se alguma entidade real se enquadra neste conceito. Por exemplo, um físico pode estudar o que causa um determinado evento enquanto um filósofo pode estudar o que queremos dizer quando usamos o termo "causalidade". Esta análise pode ser aplicada a termos científicos, mas não está limitada a eles.
Desde a perspectiva da filosofia da linguagem ordinária, a filosofia tem como principal tarefa a análise da linguagem natural. De acordo com Ludwig Wittgenstein, por exemplo, a filosofia não é uma teoria, mas uma prática que toma a forma de terapia linguística. Esta terapia é importante porque a linguagem comum é estruturada de maneiras confusas que nos tornam suscetíveis a todo tipo de mal-entendidos. É tarefa do filósofo descobrir as causas profundas de tais ilusões. Isso muitas vezes toma a forma de expor como os "problemas" filosóficos tradicionais são apenas pseudo-problemas, dissolvendo-os assim em vez de resolvê-los. Então, em um nível teórico, a filosofia deixa tudo como está sem tentar fornecer novas percepções, explicações ou deduções.
O foco na compreensão também se reflete nas tradições transcendentais e em algumas correntes da fenomenologia, onde a tarefa da filosofia é identificada com tornar compreensível e articular a compreensão que já temos do mundo, às vezes referida como pré-compreensão ou compreensão pré-ontológica. A necessidade de tal investigação é expressa na observação de Santo Agostinho sobre a natureza do tempo: "Sei muito bem o que é, caso ninguém me pergunte; mas se me perguntam o que é e tento explicar, fico perplexo". Este tipo de entendimento é anterior à experiência no sentido de que a experiência de uma coisa em particular não é possível sem alguma forma de pré-compreensão desta coisa. Neste sentido, a filosofia é uma investigação transcendental sobre as condições a priori de possibilidade subjacentes tanto à experiência ordinária quanto à científica. Mas caracterizar a filosofia desta forma parece excluir muitas de suas subdisciplinas, como a ética aplicada.

## Outras
Várias outras definições de filosofia foram propostas. Algumas se concentram em seu papel em ajudar o praticante a levar uma boa vida: veem a filosofia como a prática espiritual de desenvolver a capacidade de raciocínio através da qual algum ideal de saúde deve ser realizado. Tal visão da filosofia já foi explicitamente articulada no estoicismo e também foi adotada por alguns filósofos contemporâneos. Uma concepção intimamente relacionada vê a filosofia como um modo de vida. Isto se baseia em uma concepção do que significa levar uma boa vida, centrada no aumento da sabedoria através de vários tipos de exercícios espirituais ou no desenvolvimento e uso da razão. Tal perspectiva já pode ser discernida na filosofia grega antiga, onde a filosofia é frequentemente vista como o amor à sabedoria. De acordo com esta caracterização, a filosofia difere da própria sabedoria, pois implica mais a luta contínua para alcançar a sabedoria, ou seja, estar no caminho em direção à sabedoria.
Uma abordagem intimamente relacionada vê a tarefa principal da filosofia como o desenvolvimento e a articulação de cosmovisões. Cosmovisões são representações abrangentes do mundo e do nosso lugar nele. Vão além da ciência, articulando não apenas fatos teóricos sobre o mundo, mas também incluem componentes práticos e éticos, tanto ao nível geral como específico. Desta forma, as cosmovisões articulam o que importa na vida e podem orientar as pessoas a viver suas vidas de acordo. No relato cosmovisual da filosofia, é tarefa dos filósofos articular tais visões globais, tanto sobre como as coisas em grande escala se relacionam quanto sobre qual postura prática devemos adotar em relação a elas.
Outras concepções de filosofia enfocam seus aspectos reflexivos e metacognitivos. Uma maneira de enfatizar a natureza reflexiva da filosofia é defini-la como o pensamento sobre o pensamento. Outra caracterização da filosofia às vezes encontrada na literatura é que, pelo menos em princípio, ela não toma nenhum fato como certo e permite que qualquer pressuposto seja questionado, incluindo seus próprios métodos. Isto se reflete no fato de que a filosofia não tem fundamentos sólidos sobre os quais construir, já que quaisquer fundamentos que um filósofo aceite podem ser questionados por outro. Sócrates identificou a filosofia com a consciência da própria ignorância. Para Immanuel Kant, a investigação filosófica é caracterizada como "conhecimento adquirido pela razão a partir de conceitos" (Vernunfterkenntnis aus Begriffen). De acordo com Georg Wilhelm Friedrich Hegel, a filosofia é a ciência da razão.